# Gaffeltandmos
Gaffeltandmos (Dicranum) is een geslacht uit de gaffeltandmosfamilie (Dicranaceae).

## Determinatie
De mossen van dit geslacht zijn meestal sterke planten in vaak uitgestrekte gazons of grotere kussens. De meestal rechtopstaande, eenvoudige of gevorkte stengels kunnen ruim 10 centimeter hoog worden en zijn bedekt met een min of meer dicht, witachtig tot roodbruin rizoïdevilt. De bladeren zijn meestal lancetvormig, vaak sikkelvormig, eenzijdig, zelden recht, vaak hol en hol aan de bovenkant en scherp of stomp getipt, hebben gedifferentieerde vleugelcellen en een eenvoudige bladnerf die zich uitstrekt of uitkomt tot aan de punt van het blad. De bladcellen zijn langwerpig-rechthoekig tot lineair, in het bovenste deel van het blad zijn ze vaak korter tot rond-vierkant. De lange seta draagt een rechtopstaande tot hellende en rechte of gebogen sporenkapsel met een lang snavelvormig operculum en 16 peristome tanden die naar het midden zijn gevorkt.

## Verspreiding
Het geslacht kent een kosmopolitische verspreiding.

## Soorten
Enkele soorten uit dit geslacht die in Nederland voorkomen zijn:
- Dicranum bergeri (veengaffeltandmos) - afwezig, rode lijst categorie 'verdwenen'
- Dicranum bonjeanii (moerasgaffeltandmos) - zeldzaam, rode lijst categorie 'bedreigd'
- Dicranum flagellare (stobbegaffeltandmos) - zeldzaam
- Dicranum fuscescens (eikengaffeltandmos) - zeldzaam
- Dicranum majus (groot gaffeltandmos) - zeldzaam
- Dicranum montanum (bossig gaffeltandmos) - vrij algemeen
- Dicranum polysetum (gerimpeld gaffeltandmos) - vrij zeldzaam, rode lijst categorie 'kwetsbaar'
- Dicranum scoparium (gewoon gaffeltandmos) - algemeen
- Dicranum spurium (gekroesd gaffeltandmos) - zeldzaam, rode lijst categorie 'bedreigd'
- Dicranum tauricum (bros gaffeltandmos) - vrij algemeen

Gaffeltandmos (Dicranum)
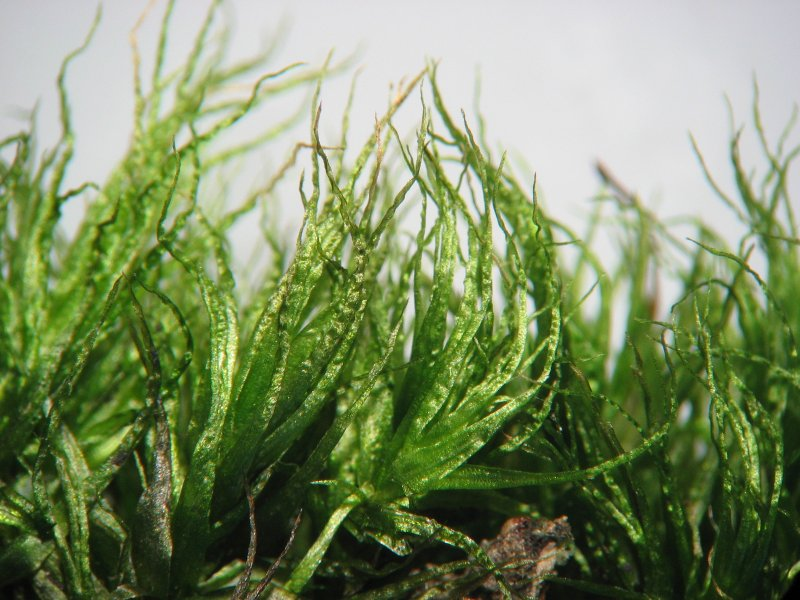
Moerasgaffeltandmos (Dicranum bonjeanii )
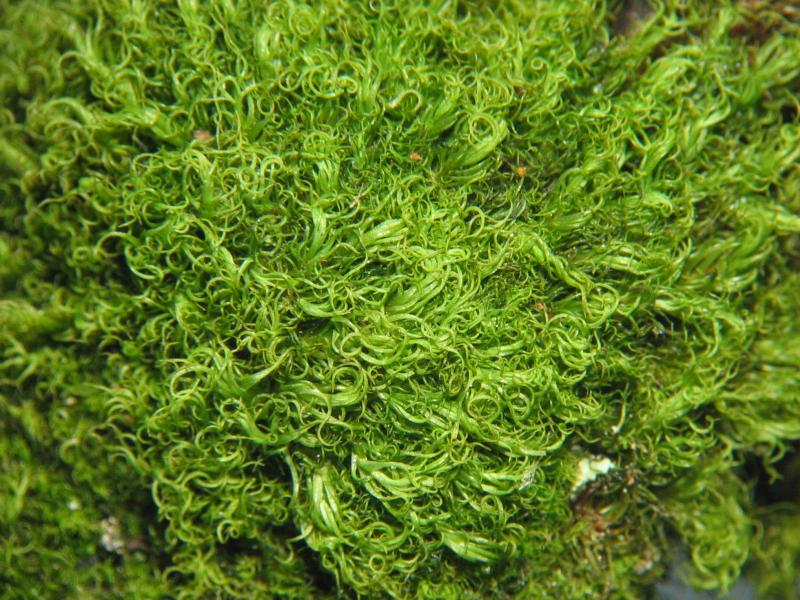
Bossig gaffeltandmos (Dicranum montanum)
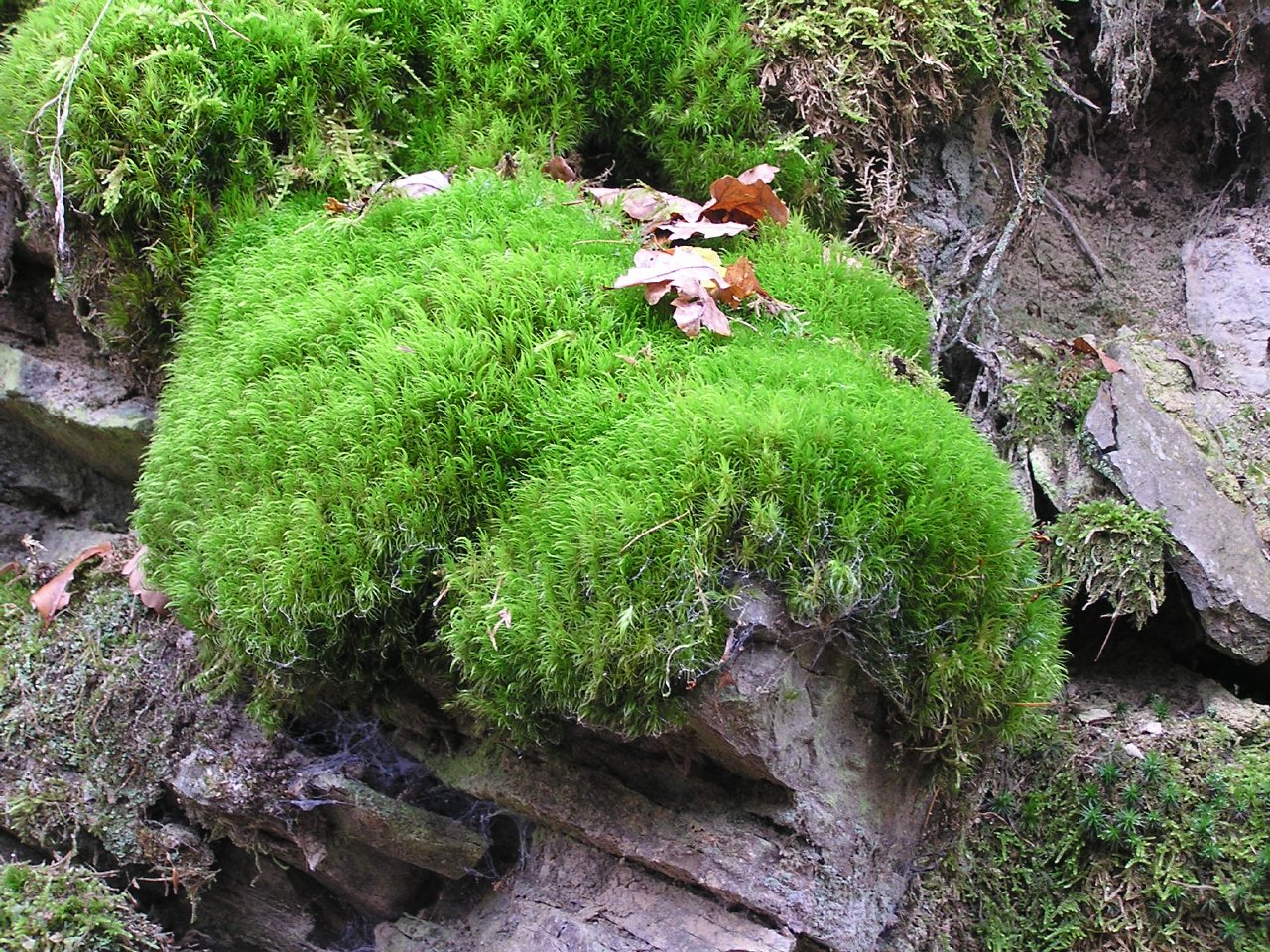
Gewoon gaffeltandmos (Dicranum scoparium)
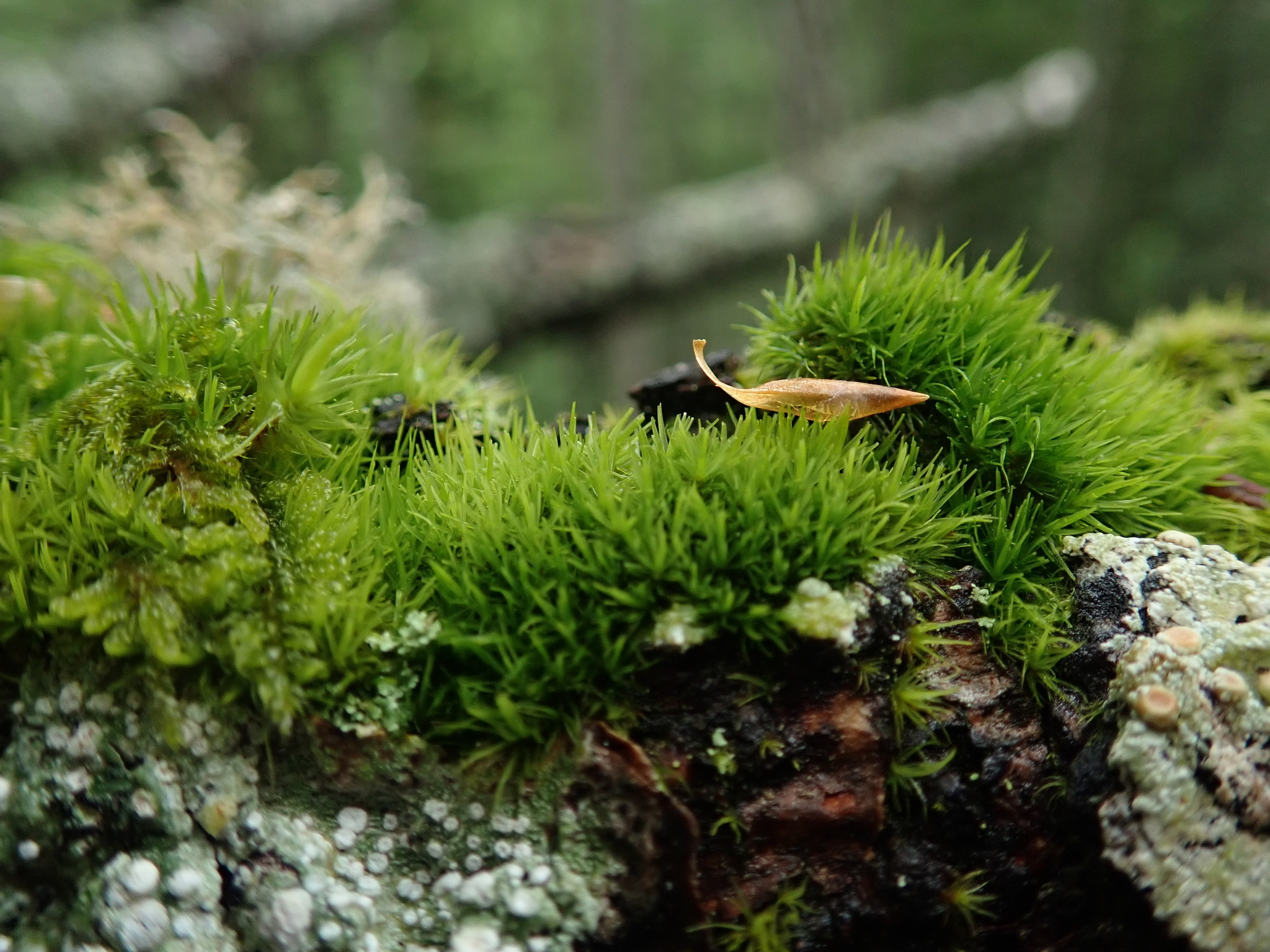
Bros gaffeltandmos (Dicranum tauricum)